# HD 65875
HD 65875，又名BD-02 2379，SAO 135368、HR 3135，是一颗恒星，视星等为6.51，位于銀經223.64，銀緯13.99，其B1900.0坐标为赤經7h 55m 42.4s，赤緯-2° 13.99′ 26″。